# گاپتساخ
گاپتساخ (به لاتین: Gaptsakh) یک منطقهٔ مسکونی در روسیه است که در شهرستان محرم‌کند واقع شده‌است.